# Ermera (Verwaltungsamt)
| \| \| |
|       |

|  |

Ermera ist ein osttimoresisches Verwaltungsamt (portugiesisch Posto Administrativo) in der Gemeinde Ermera.

## Geographie

### Übersicht
Bis 2014 wurden die Verwaltungsämter noch als Subdistrikte bezeichnet. Vor der Gebietsreform 2015 hatte Ermera eine Fläche von 93,68 km². Nun sind es 91,47 km².
Das Verwaltungsamt Ermera liegt im Nordosten der gleichnamigen Gemeinde. Nordöstlich liegt das Verwaltungsamt Railaco, westlich die Verwaltungsämter Hatulia und Hatulia B und südlich das Verwaltungsamt Letefoho. Im Nordwesten grenzt Ermera an die zur Gemeinde Liquiçá gehörenden Verwaltungsämter Liquiçá und Bazartete und im Osten an das zur Gemeinde Aileu gehörenden Verwaltungsamt Aileu. Ermera teilt sich in zwölf Sucos: Estado, Humboe, Lauala, Leguimea (Liguimea), Mertuto (Mertutu, Mirtutu, Mertuti), Poetete Loduduque, Poetete Vila, Ponilala, Raimerhei, Riheu (Rihiu) Samatrae und Talimoro. Im Verwaltungsamt liegen sowohl die ehemalige Gemeindehauptstadt Ermera (Suco Poetete Vila), als auch die heutige Hauptstadt und Sitz des Verwaltungsamts Gleno (Suco Riheu).
Durch das Verwaltungsamt fließt der Gleno, ein Nebenfluss des Lóis.

### Klima
Die Durchschnittstemperatur beträgt über das Jahr 22,2 °C, die höchste Monatsdurchschnittstemperatur 26,8 °C und die niedrigste 17,6 °C. Gerade nachts kann es unangenehm kühl werden.

Klimadaten
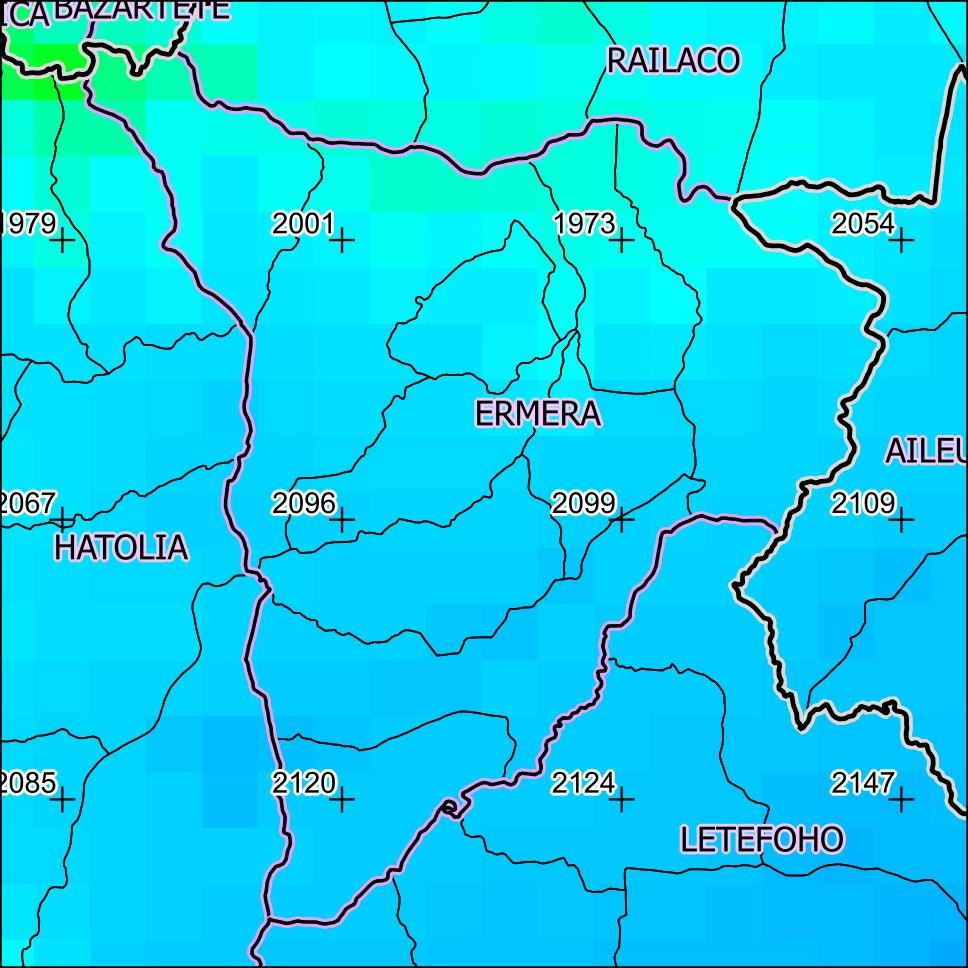
Jährliche Niederschlagsmenge (2000)
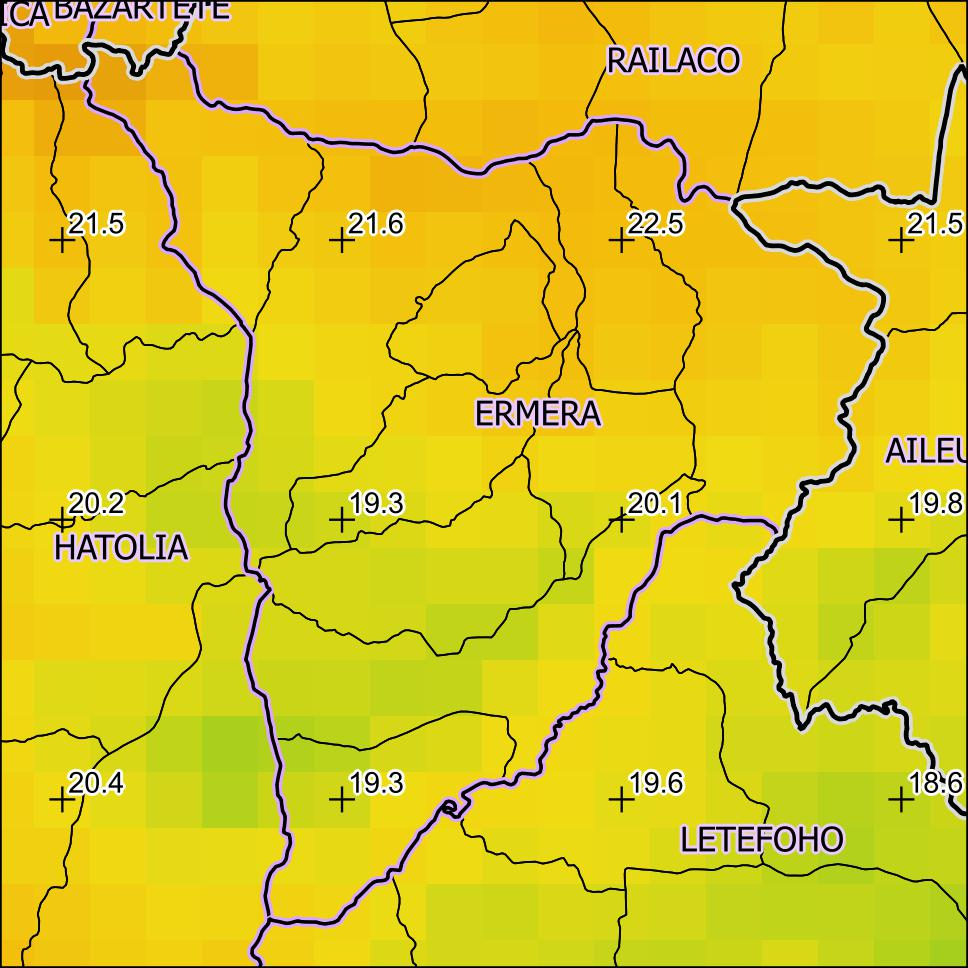
Jahresdurchschnitts-temperatur (2000)
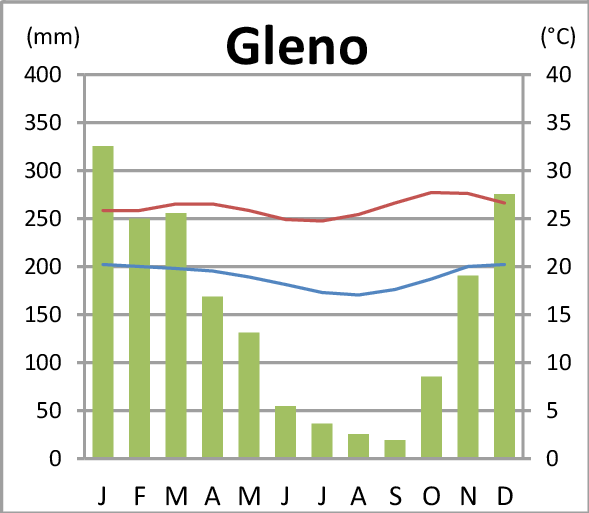
Klimadiagramm von Gleno

## Einwohner

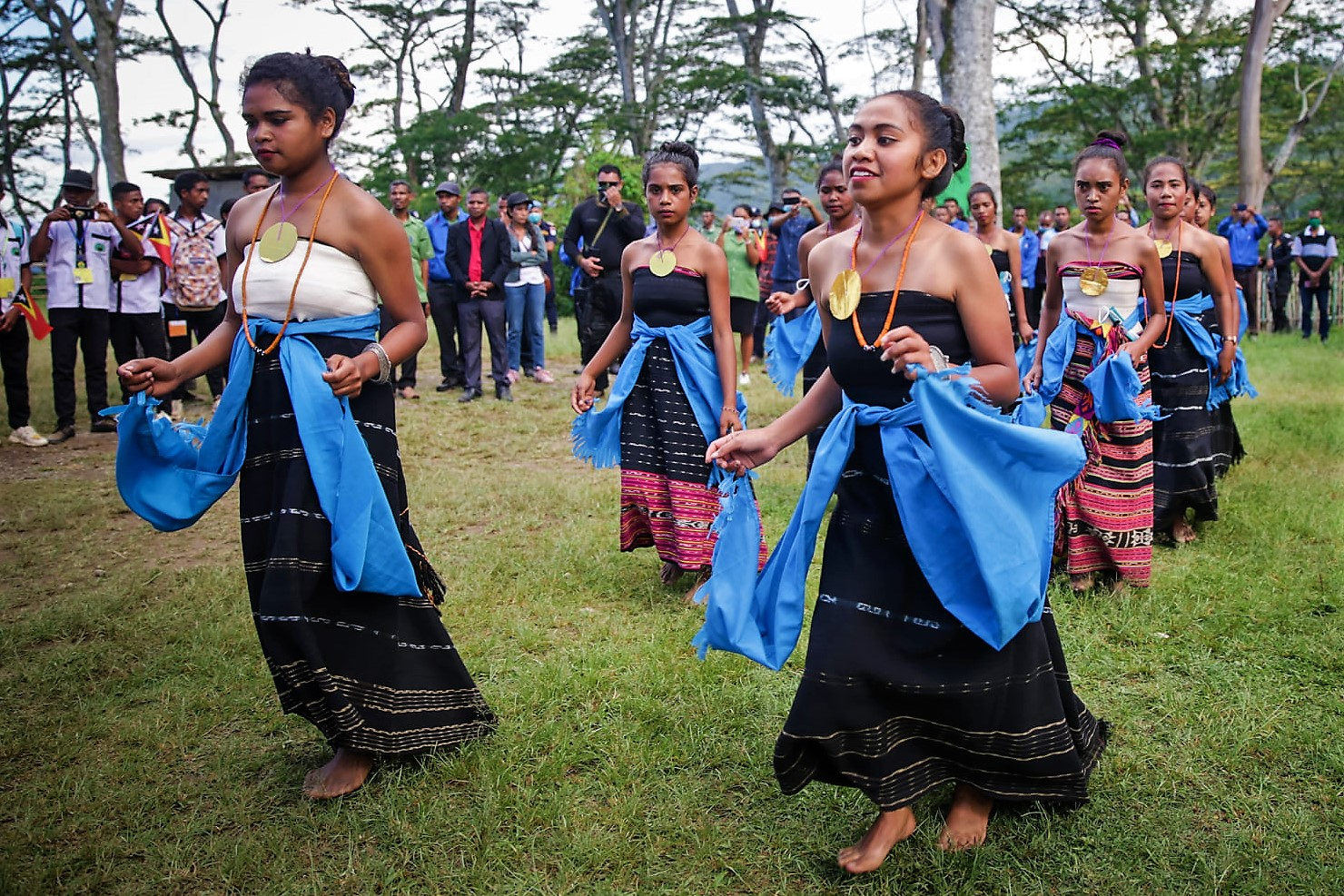
Tänzerinnen in Gleno

Im Verwaltungsamt leben insgesamt 40.294 Menschen (2022), davon sind 20.402 Männer und 19.892 Frauen. 10.061 von ihnen wohnen in einer urbanen Umgebung, 30.233 im ländlichen Teil der Gemeinde. Im Verwaltungsamt gibt es 7.035 Haushalte. Die größte Sprachgruppe bilden die Sprecher der Amtssprache Tetum (meist des Dialekts Tetum Prasa), aber auch die Nationalsprache Mambai ist weit verbreitet. Der Altersdurchschnitt beträgt 17,0 Jahre (2010, 2004: 16,6 Jahre).

## Geschichte

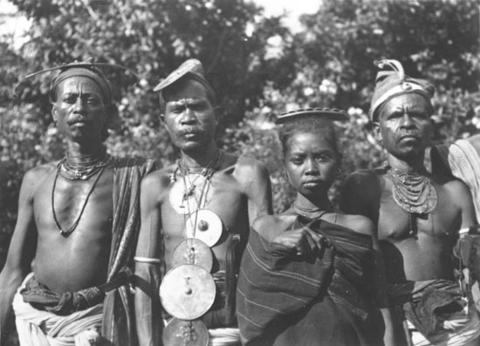
Einwohner von Ermera vor 1940 (Álbum Fontoura)

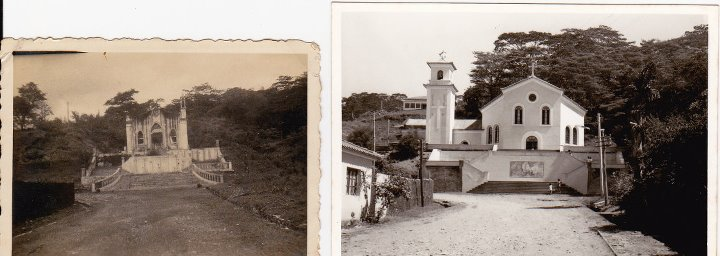
Die Kirche von Ermera nach ihrer Zerstörung im Zweiten Weltkrieg (Okt. 1945) und nach dem Wiederaufbau (Jun. 1970)

Das Reich von Ermera (auch Hermera) beteiligte sich im 18. Jahrhundert bei der Cailaco-Rebellion gegen die Portugiesen.
Während der Schlacht um Timor im Zweiten Weltkrieg war der Ort Ermera der einzige portugiesische Militärposten, der nicht von den Japanern erobert wurde. Stattdessen besetzte die Sparrow Force der Alliierten Ermera 1942 mehrmals. Die Kirche, der Militärposten und andere Gebäude wurden im Krieg zerstört,
Am 1. September 1975 kam es im Verlauf des Bürgerkrieges zwischen UDT und FRETILIN in Aifu (Suco Poetete) zu Gefechten und Hinrichtungen. An das Massaker von Klaek Reman und Aifu und die Opfer der Kämpfe erinnert seit 2016 ein Denkmal.
Anfang 1976 erreichten die indonesischen Invasionstruppen Ermera. Ein Teil der Bevölkerung floh aus Angst in die Berge. Nach der Eroberung von Samara (Verwaltungsamt Hatulia) am 24. April wurden 500 seiner Einwohner im Ort Ermera interniert, wo sie aufgrund der fehlenden Nahrungsmittelversorgung an Hunger litten. Weitere Internierungslager für Zivilisten, sogenannte Transit Camps, gab es im damaligen Subdistrikt Ende 1979 in Borohei (Suco Humboe), Mangero (Suco Riheu), Hotklokat (Suco Lauala) und Falimanu.
Anfang 1979 wurden etwa hundert Männer aus der bisherigen Distriktshauptstadt Ermera und dem Suco Ponilala von der indonesischen Besatzungsmacht an den Ort gebracht, wo heute die Stadt Gleno steht. Das indonesische Militär zwang die Männer, das bisher unbewohnte Gebiet zu roden und von der Vegetation zu befreien, damit hier die neue Stadt gebaut werden konnte. Erfüllten die Zwangsarbeiter ihr Tagespensum nicht, wurden sie zur Bestrafung gefoltert. Drei Männer, die zu krank zum Arbeiten waren, wurden von den Soldaten umgebracht. Da man in der Zeit keine Gärten anlegen konnte, erfolgte die Versorgung mit Nahrungsmitteln durch das Militär. Als die Arbeiten an der neuen Distriktshauptstadt Gleno 1983 beendet waren, stellte das Militär die Versorgung ein. Die Familien der Zwangsarbeiter wurden nun ebenfalls nach Gleno zwangsumgesiedelt. Weil immer noch keine Gärten zur Grundversorgung angelegt worden waren, kam es zu Todesfällen durch Verhungern. Erst ab 1985 durften sich die Bewohner Glenos frei bewegen.
In Mertuto versteckte sich 1997 der FALINTIL-Kommandant Nino Konis Santana in einem Bunker unter einem Haus vor der indonesischen Armee. Ein fünfjähriger Junge namens Kercoli versorgte ihn in dieser Zeit mit Wasser und Essen. Die High School in Gleno ist daher nach Santana benannt.
Am 10. April brannten indonesische Soldaten gemeinsam mit Darah Merah-Milizionären dutzende Häuser im Ort Ermera nieder.

## Politik

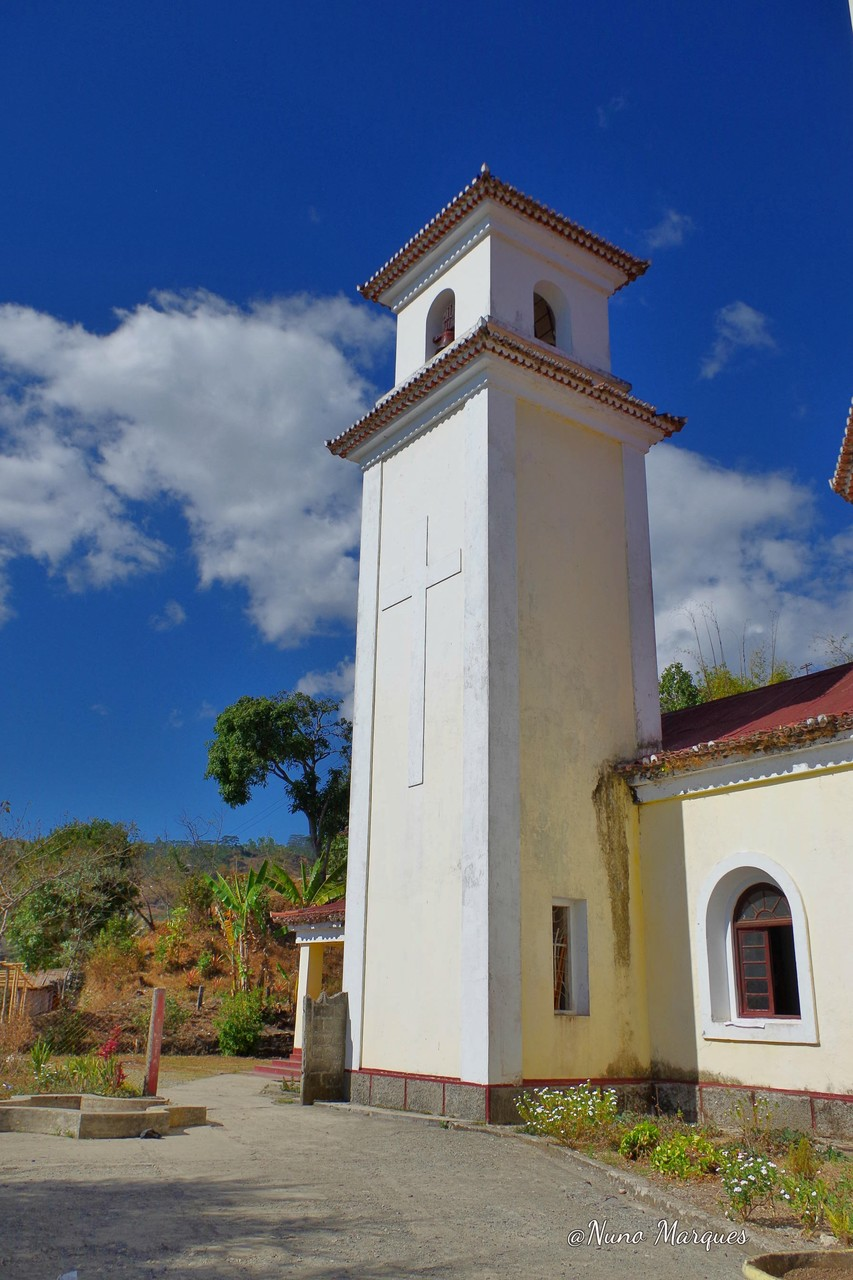
Kirchturm von Ermera

Der Administrator des Verwaltungsamts wird von der Zentralregierung in Dili ernannt. 2015 war dies Simão F. Piedade und 2016 Fernando Soares. 2021 wurde Alexandre dos Santos Salsinha zum Administrator ernannt und am 29. Januar 2024 Alarico de J. E. Soares.

## Wirtschaft
Die Region um Ermera gilt als die Hauptregion Osttimors für den Kaffeeanbau. 59 % der Haushalte des Verwaltungsamtes bauen Kaffee an. In Estado liegt seit 2004 eine der größten kaffeeverarbeitenden Fabriken mit Nassaufbereitung von Kaffee. Eigentümer und Betreiber ist die Cooperativa Café Timor.
Gleno ist das Geschäftszentrum der Gemeinde. Hier plant man auch den Aufbau einer Fischzucht. 61 % der Haushalte in Ermera bauen Maniok an, 56 % Mais, 46 % Gemüse, 26 % Kokosnüsse und 9 % Reis. Aufgrund des dominierenden Kaffeeanbaus müssen Nahrungsmittel aus benachbarten Regionen importiert werden.

## Persönlichkeiten
- Gabriel Ximenes (* 1956 in Ermera; † 2009), Politiker
- Maria da Costa Exposto (* 1960 in Ermera), Politikerin
- António 55 dos Santos (* 1960 in Poetete), Politiker und Unabhängigkeitsaktivist
- José Neves (* 1962 in Poetete), Präsidentschaftskandidat und Beamter
- João Maia da Conceicão (* 1969 in Ermera), Politiker
- Rui Manuel Hanjam (* 1969 in Ermera), Politiker
- Adolfo Martins (* 1970), Politiker
- Elvina Sousa Carvalho (* 1986), Politikerin
- Cláudio de Jesus Ximenes (* in Ermera), Präsident des Tribunal de Recurso de Timor-Leste